# 西斯笃一世
聖西斯篤一世（拉丁語：Sanctus Sixtus PP. I；42年—125年），117年或119年－126年或128年擔任教宗。羅馬教廷2003年《宗座年鑑》和他之前的教宗一樣，他常被當成殉道者紀念，但是沒有歷史證據支持這樣的結論。

## 譯名列表
- ：梵蒂岡廣播電台作。
- ：香港天主教教區檔案　歷任教宗作。
- 西斯都：天主教香港教區禮儀委員會：禧年專頁 （页面存档备份，存于）作西斯都。
- 西克斯圖斯：《大英簡明百科知識庫》2005年版[永久]、《世界人名翻譯大辭典》1993年版作西克斯圖斯。